# مجلة الرياضيات الألمانية
دويتشه ماثيماتيك (الرياضيات الألمانية) هي مجلة رياضيات أسسها عام 1936 لودفيغ بيبرباخ وتيودور فاهلين. كان فاهلين ناشرًا نيابةً عن مؤسسة الأبحاث الألمانية (DFG)، وكان بيبرباخ رئيسًا للتحرير. أما محرروها الآخرون كانوا فرتز كوباخ، إريك شونهاردت، فيرنر فيبر (جميع المجلدات)، إرنست أوغست فايس (المجلدات 1-6)، Karl Dörge [الإنجليزية] ، فيلهلم سوس (المجلدات 1-5)، غونتر شولتز [الإنجليزية] ( دي ) ، Erhard Tornier [الإنجليزية] (المجلدات 1–4)، جورج فيجل ، جيرهارد كواليفسكي (المجلدات 2–6)، ماكسميليان كرافت، ويلي رينو ، ماكس زاكرياس (المجلدات 2-5)، وأوزوالد تيشمولر (المجلدات 3-7).  في فبراير 1936، أعلن قائد القوات الخاصة النازية اعتبار المجلة مصدراً رسمياً لاتحاد الطلاب الألماني (DSt)، وطُلب من جميع أقسام الرياضيات المحلية في الاتحاد الاشتراك والمساهمة بنشاط.  في الأربعينيات من القرن الماضي، ظهرت قضايا متأخرة ومتجمعة بشكل متزايد تتعلق بالمجلة؛ انتهت المجلة بإصدار ثلاثي (في ديسمبر 1942) في يونيو 1944.  
الرياضيات الألمانية هو أيضًا اسم حركة مرتبطة ارتباطًا وثيقًا بالمجلة وكان هدفها تعزيز "الرياضيات الألمانية" والقضاء على "التأثير اليهودي" في الرياضيات، على غرار حركة الفيزياء الألمانية. بالإضافة إلى مقالات عن الرياضيات، نشرت المجلة مقالات دعائية تعطي وجهة النظر النازية حول العلاقة بين الرياضيات والعرق    (على الرغم من أن هذه المقالات السياسية اختفت في الغالب بعد المجلدين الأولين). ونتيجة لذلك، لم تشترك العديد من مكتبات الرياضيات خارج ألمانيا في هذه المجلة، لذلك قد يكون من الصعب العثور على نسخ من المجلة. تسبب هذا في بعض المشاكل في نظرية تيشمولر ، حيث نشر أوزوالد تيشمولر العديد من أوراقه التأسيسية في المجلة.